# 4 Your Love (Magic Box)
4 Your Love è un brano musicale di musica dance pubblicato come singolo nel 2001 dal gruppo musicale italiano Magic Box.
Il brano ha raggiunto la 40ª posizione nella classifica italiana dei singoli più venduti ed è stato inserito in numerose compilation di musica dance nel 2001.
Leone Di Lernia ha eseguito una cover della canzone, intitolata La mia storia e contenuta nella raccolta The Best of the Bestia - Trash compilation.